# Fyla penutiańska

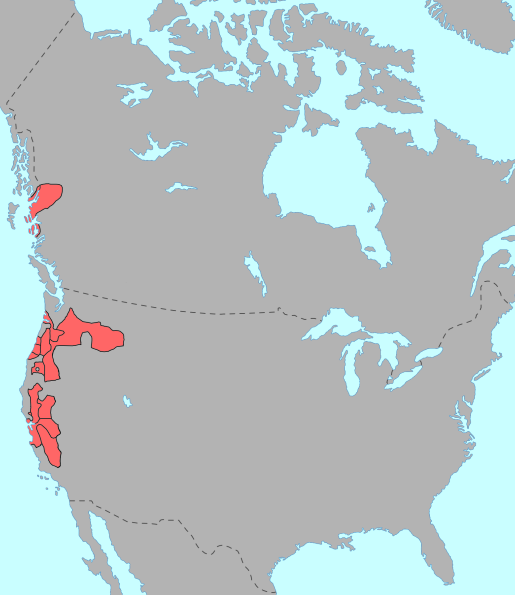
Fyla penutiańska (tsimshian, plateau penutiańska, chinook, takelma, kalapuya, alsea, siuslaw, coos, wintu, maidu, utiańska, yokuts)

Fyla penutiańska – wielka fyla języków rdzennej ludności Ameryki Północnej. Obejmuje zasięgiem obszar zachodniego wybrzeża Ameryki Północnej, od Kolumbii Brytyjskiej po Kalifornię i środkowy Meksyk. Kod ISO 639-2: nai.
Języki penutiańskie charakteryzują się obecnością formalnych i fleksyjnych przyrostków oraz skłonnością do zmian w rdzeniu słowa. 
Do grupy penutiańskiej zalicza się piętnaście rodzin językowych i około 30 języków:
- języki wintu (2 języki)
- języki miwok (5 języków żywych i 3†)
- języki sahaptińskie (2 języki)
- języki jakońskie (yakona) (2†)
- języki yokuts (3 języki)
- języki maidu (4 języki)
- języki penutiańskie (plateau)
- †język cayuse
- †język molala
- †język klamath
- †język coos
- †język takelma
- język kalapuya
- język czinuk (nie mylić z żargonem czinuk)
- język tsimszian
- język zuni